# Målning och märkning av ammunition

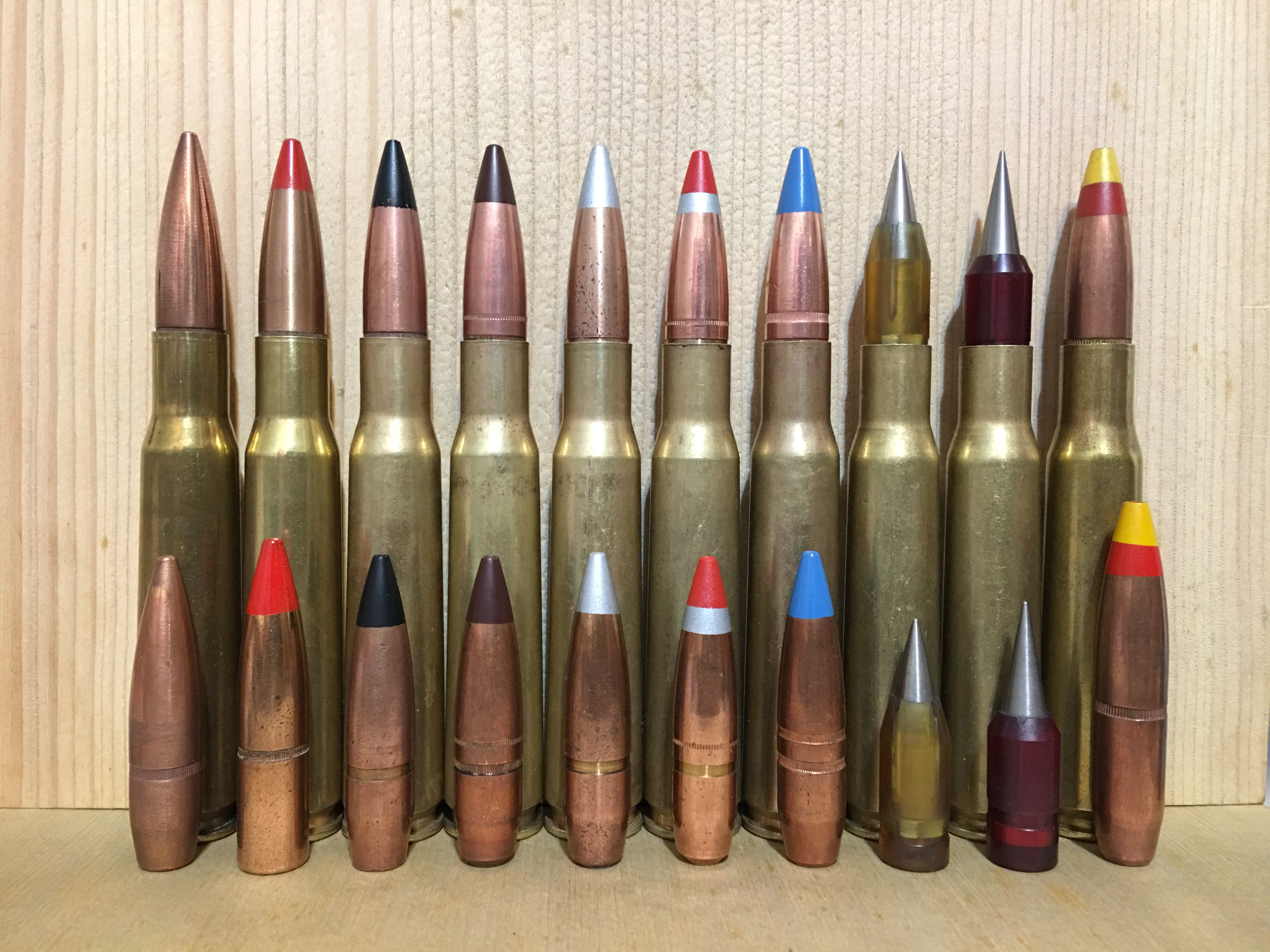
12,7 mm-ammunition med olika färgmärkning enligt Nato-standard.

Målning och märkning av ammunition (vardagligt även ammunitionsmålning, ammunitionsmärkning med mera) görs militärt för att underlätta identifiering, urskiljning och särskiljning av ammunition utifrån egenskaper såsom modell, typ (verkan, effekter med mera), laddning (sprängämne, rökämne, förfragmentering etc), fördröjningstid med mera. Sådan märkning kallas egenskapsmärkning.

## Egenskapsmärkning
Egenskapsmärkning utgörs bland annat av följande slag:
- Färgmärkning – utgörs av grundfärg, märkning, märkbokstav och spårljusmärkning med mera.
- Känselmärkning – utgörs av instansade mönster, rillor med mera för att medge särskiljning i mörker, till exempel signalpatroner med olika färgsignaler.
- Hanteringsmärkning – utgörs av siffror, tecken och dito, vilka anger särskilda egenskaper såsom vikt, mått, tid och modell.
  - Viktmärkning – märkning som anger enhetens eller laddningens vikt eller avvikelser från normalvikt med mera. Viktmärkning i svenska försvarsmakten utgörs av en eller flera fyllda kvadrater av huvudsymbolens märkningsfärg alternativt svarta eller vita viktgruppmärken (– –, –, 0, +, + +). För vissa ammunitionseffekter anges mängden sprängämne i kilogram.
  - Tidmärkning – utgörs av siffror, tecken och dito, vilka anger tiden för verkan (exempelvis rökammunition, lysammunition) eller viss ammunitionseffekt (exempelvis spårljus). Ibland På vissa tändrör är temperingstiderna instansade.
  - Modellmärkning – utgörs av viss modellbeteckning, exempelvis full eller förkortad modellbenämning, förrådsbeteckning, namn eller siffra etc.

## Sverige

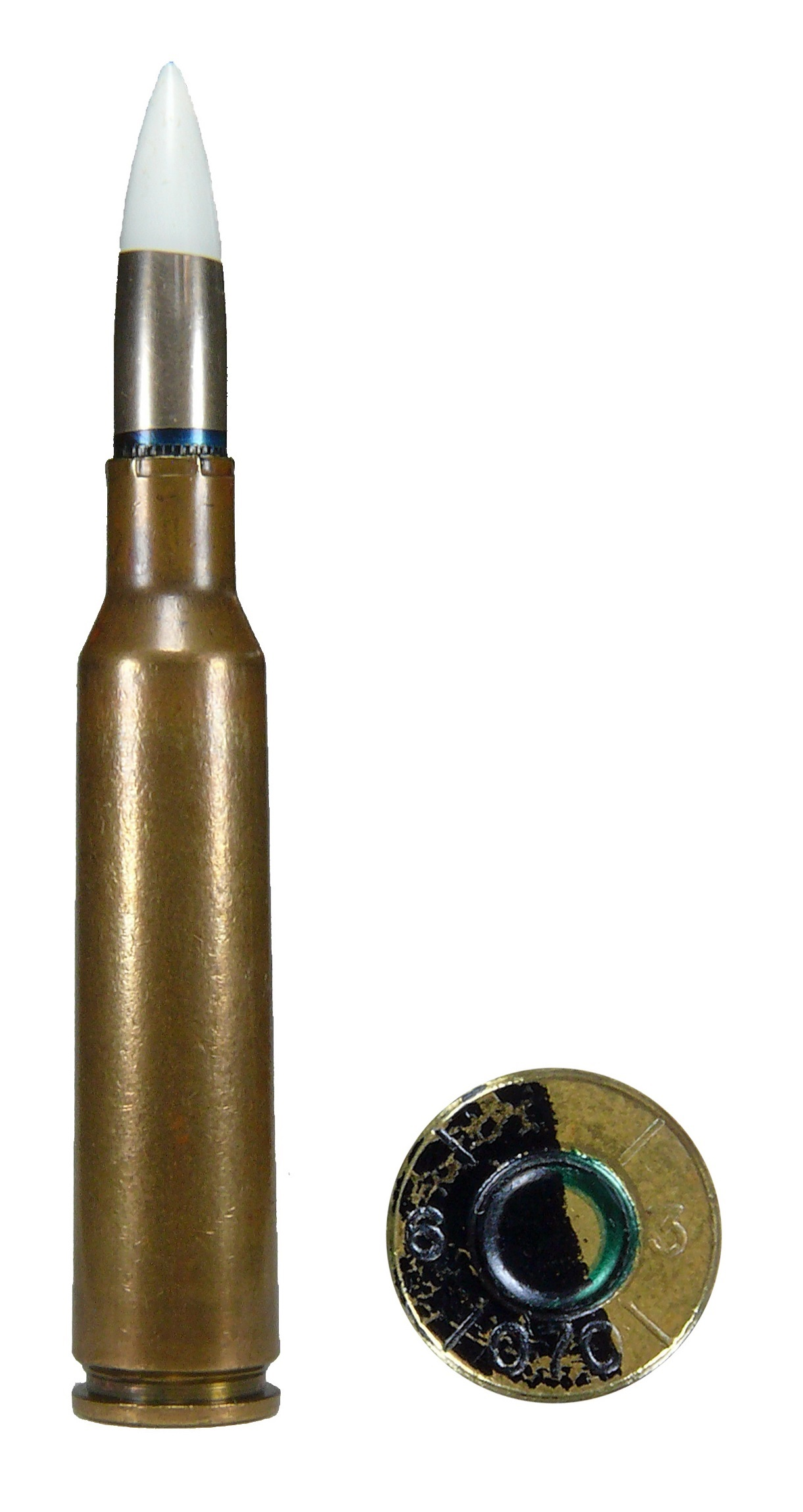
Svensk 6,5 mm ammunition med vit spetsmärkning för spårljus, blå försegling och tändhatt för övning samt halvsvart hylsbotten för underladdad hylsa.

I Sverige har Försvarsmakten under lång tid använt egna standarder för vilka färger som används för vilka egenskaper hos ammunitionen. I försvarets ammunitionskatalog för 2014 anges 1984 års bestämmelser som den senaste bestämmelsen för märkning och målning av ammunition (förrådsbeteckning: M7762-000150). Under 2000-talet har Försvarsmakten övergått till att använda färger enligt Nato-standarden AOP-2 för viss nyanskaffad ammunition, bland annat finkaliberammunition som har anskaffats efter år 2000. 1984 års bestämmelser används för andra ammunitionstyper och äldre ammunition som finns kvar i organisationen.
I och med Sveriges introduktion i nordatlantiska fördragsorganisationen (NATO) 2024 lär 1984 års bestämmelser för märkning och målning av ammunition så småningom fasas ut till förmån för NATO:s bestämmelser.

## NATO

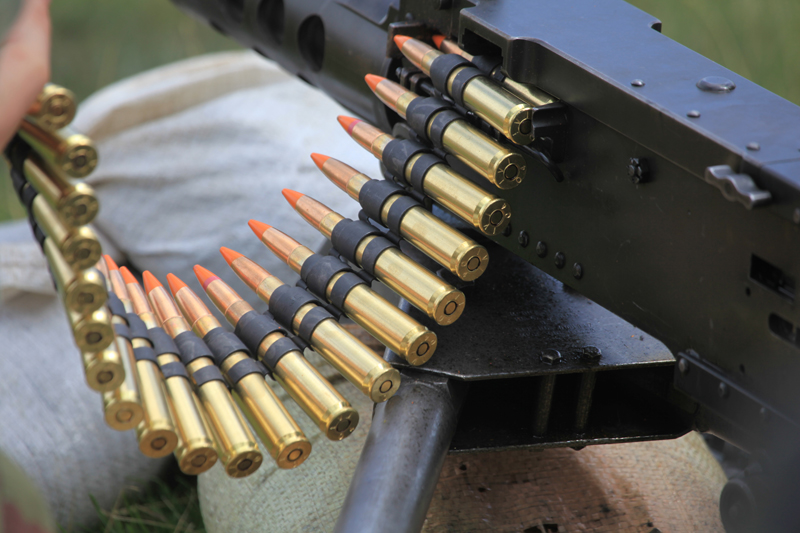
12,7 mm spårljusammunition med röd färgmärkning enligt Natostandard. Vapnet är en kulspruta av typen M2 Browning.

Nato-standarden för färgmärkning kallas AOP-2, nedan redovisas färger enligt version C, AOP-2(C), som var gällande 2014.
| Märkning      | Typ                      |
| ------------- | ------------------------ |
| röd spets     | spårljusprojektil        |
| svart spets   | pansarbrytande projektil |
| blå spets     | brandprojektil           |
| silvrig spets | pansarbrandprojektil     |

## Warszawapakten
Warszawapakten använde sig av Rysslands standard för färgmärkning av ammunition.
| Märkning        | Typ                                         |
| --------------- | ------------------------------------------- |
| grön            | spårljus                                    |
| svart och röd   | pansarbrytande brandammunition              |
| röd             | brandammunition                             |
| violett         | pansarbrytande brandammunition med spårljus |
| violett och röd | pansarbrytande brandammunition med spårljus |
| vit             | mjuk stålkärneprojektil                     |